# Corund
Corund (in ungherese Korond) è un comune della Romania di 6 266 abitanti, ubicato nel distretto di Harghita, nella regione storica della Transilvania.
Il comune è formato dall'unione di 5 villaggi: Atia, Calonda, Corund, Fântâna Brazilor, Valea lui Pavel.
La maggioranza della popolazione (circa il 95%) è di etnia Székely.
Corund è nota soprattutto per la sua produzione artigianale di vasi in ceramica.

## Amministrazione

### Gemellaggi
- Jánoshalma, dal 1998[1]